# Gabriele Günz
Gabriele Günz (Eisenach, 8 september 1961) is een voormalige Duitse atlete, die zich had gespecialiseerd in het hoogspringen.
Günz werd op haar specialiteit tweede op de Europese kampioenschappen indooratletiek van 1986 en eindigde als zesde bij de Europese indoorkampioenschappen van 1988. Ze was lid van SC Leipzig en werd in 1988 kampioene van de DDR.

## Persoonlijke records

### Outdoor
| Onderdeel    | Prestatie | Datum        | Plaats |
| ------------ | --------- | ------------ | ------ |
| hoogspringen | 1,97 m    | 26 juni 1987 | Halle  |

### Indoor
| Onderdeel    | Prestatie | Datum           | Plaats    |
| ------------ | --------- | --------------- | --------- |
| hoogspringen | 2,01 m    | 31 januari 1988 | Stuttgart |

## Palmares

### hoogspringen
- 1986:  EK indoor
- 1988:  Oost-Duitse kampioenschappen